# Sérifontaine
Sérifontaine ist eine französische Gemeinde mit 2798 Einwohnern (Stand 1. Januar 2022) im Département Oise in der Region Hauts-de-France. Sie gehört zum Arrondissement Beauvais und zum Kanton Beauvais-2.

## Geographie
Die Gemeinde Sérifontaine liegt in der Landschaft Vexin am Fluss Epte an der Grenze zum Département Eure, rund acht Kilometer nördlich von Gisors. Durch die Gemeinde führt die Bahnstrecke von Paris nach Dieppe. Zu Sérifontaine gehören die Ortsteile Champ Mauger, Champignolle, Bourgerelle, Cité Sainte-Marie und Droitecour.

## Geschichte
Besiedlung lässt sich für den Ortsteil Champignolle schon für das Neolithikum nachweisen. Seit der Merowingerzeit besteht Siedlungskontinuität. Spätestens im 11. Jahrhundert war der Ort befestigt. Die Befestigung wurde 1198 unter Richard Löwenherz zerstört. 1268 kam die Herrschaft an die Herren von Trie. 1419 wurde der Ort niedergebrannt. Im 19. Jahrhundert entstanden mehrere Fabriken. Die Compagnie française des métaux vereinigte sich 1952 mit einem anderen Unternehmen zur Tréfimétaux, die später von der Gruppe Péchiney übernommen und später weiterveräußert wurde, die Kupferverarbeitung fand 2009 ihr Ende.

## Einwohner
| Jahr                       | 1962 | 1968 | 1975 | 1982 | 1990 | 1999 | 2011 | 2021 |
| -------------------------- | ---- | ---- | ---- | ---- | ---- | ---- | ---- | ---- |
| Einwohner                  | 2028 | 2209 | 2340 | 2358 | 2477 | 2632 | 2844 | 2778 |
| Quellen: Cassini und INSEE |      |      |      |      |      |      |      |      |

## Sehenswürdigkeiten
- 1928 als Monument historique klassifizierte Kirche Saint-Denis, begonnen im 12. Jahrhundert[1] (siehe auch: Liste der Monuments historiques in Sérifontaine)
- Menhir la Borne du Bois Madame
- ehemaliges Schloss
- Gehöft Champignolle mit Kapelle
- Fabrikgebäude aus dem Jahr 1830, später verändert

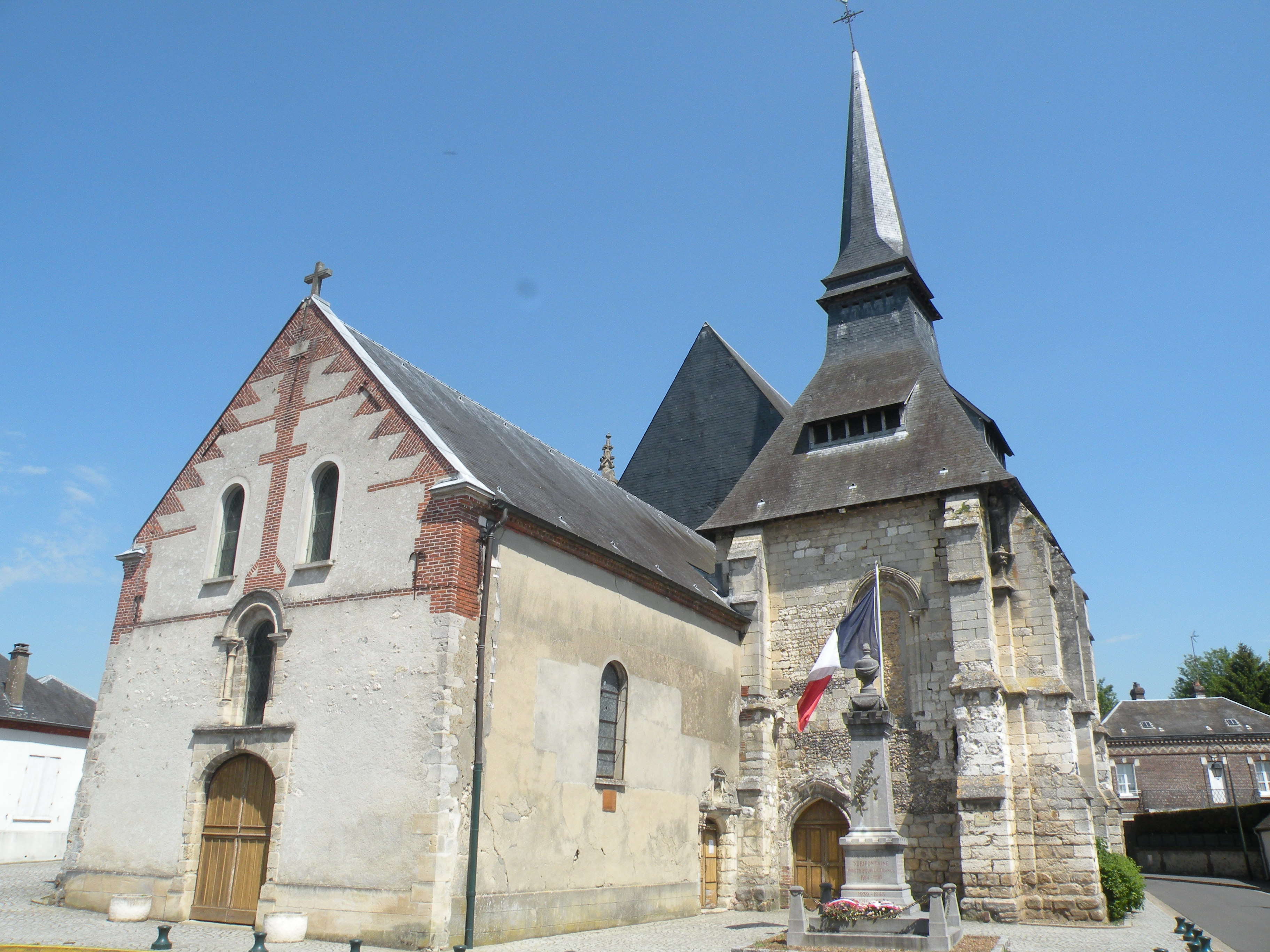
Kirche Saint-Denis
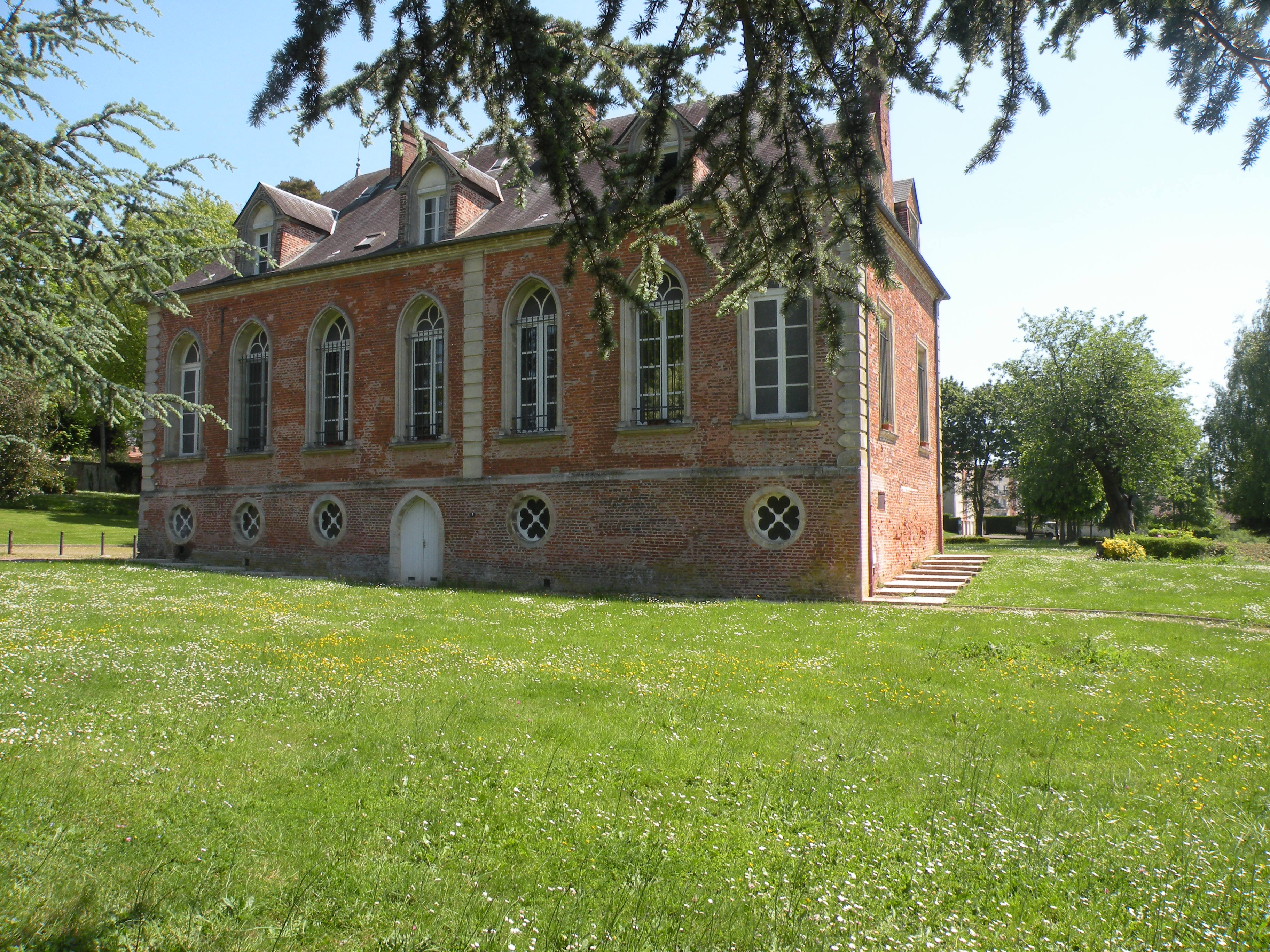
Ehemaliges Schloss
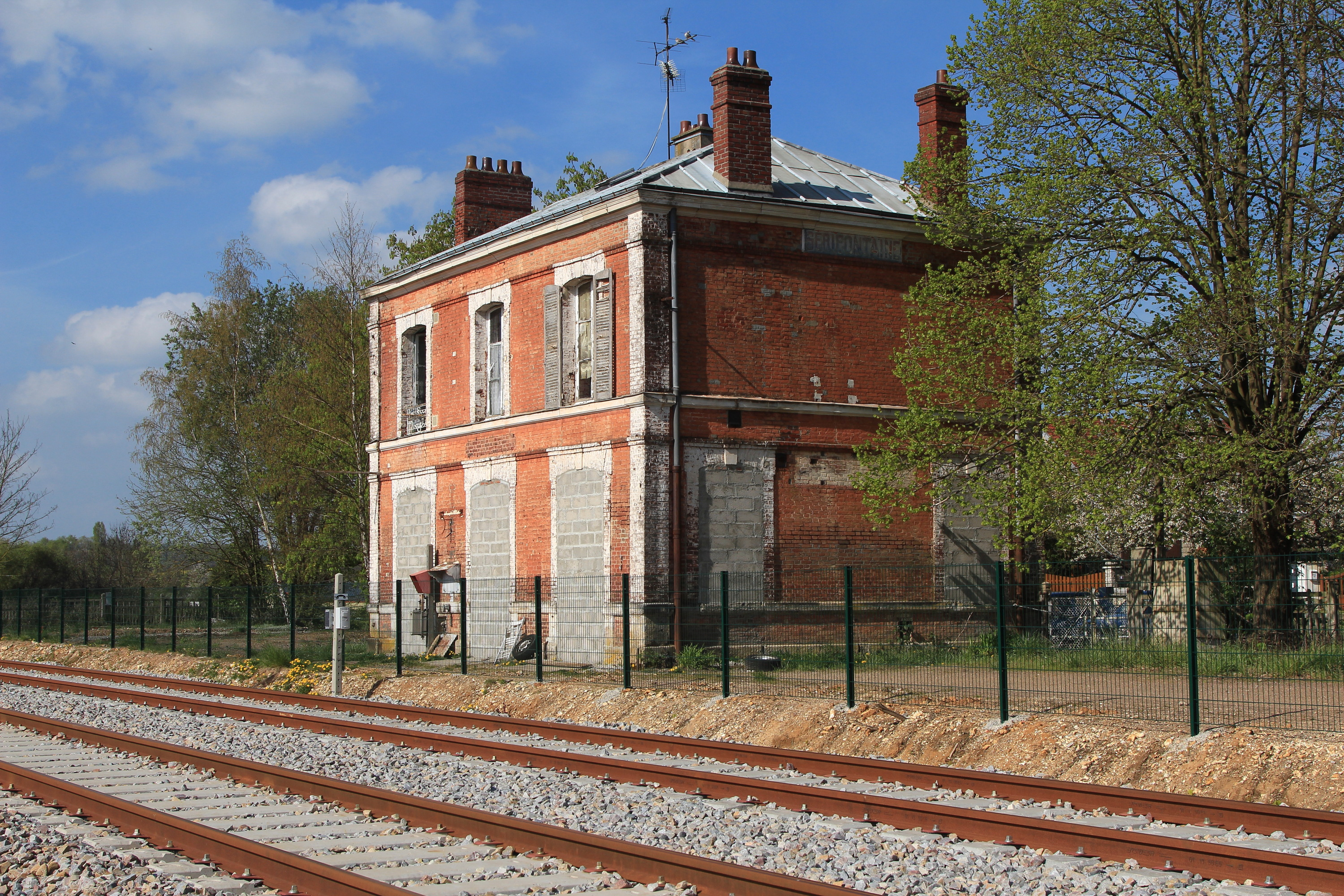
Altes Bahnhofsgebäude
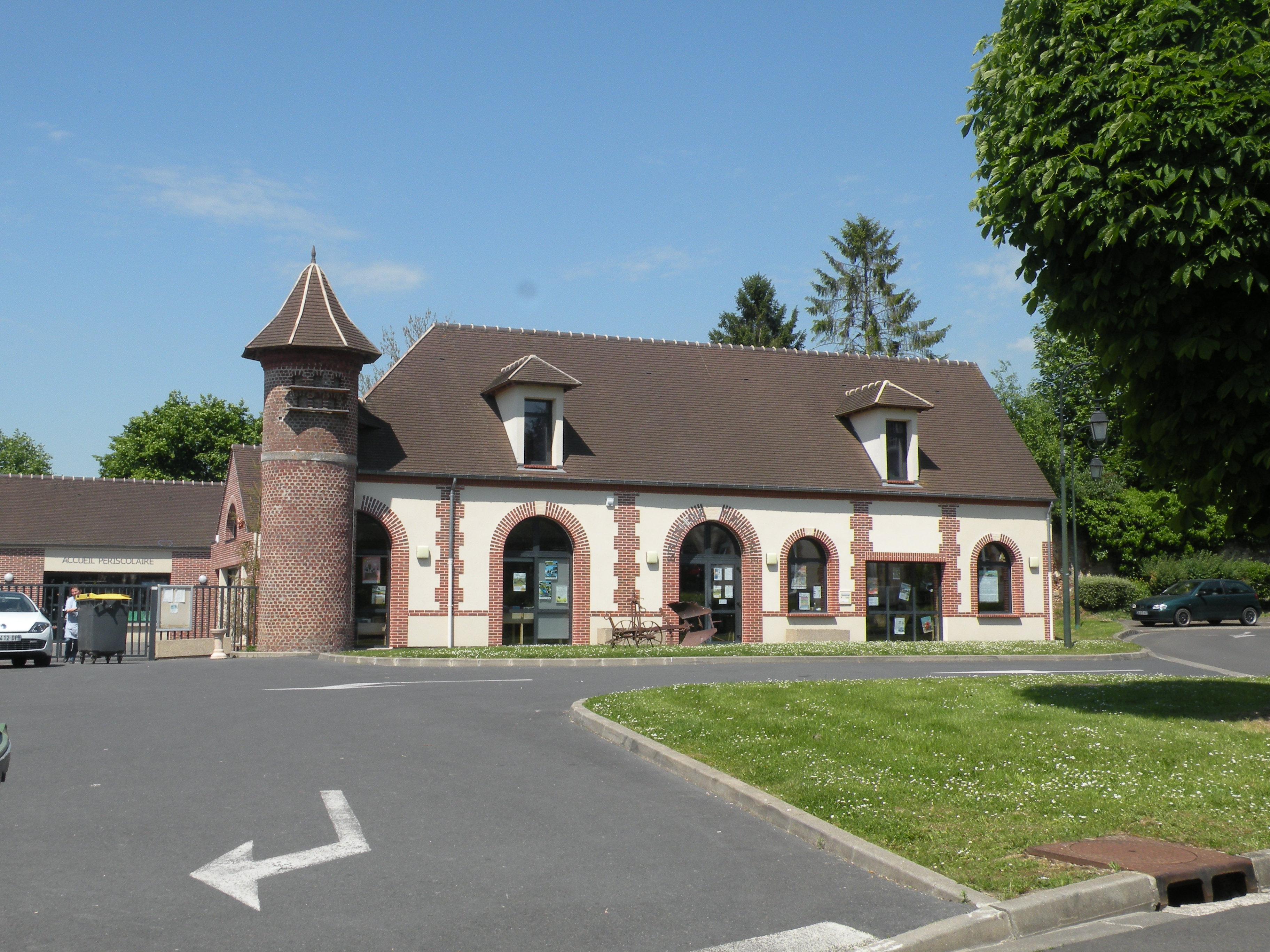
Bibliothek
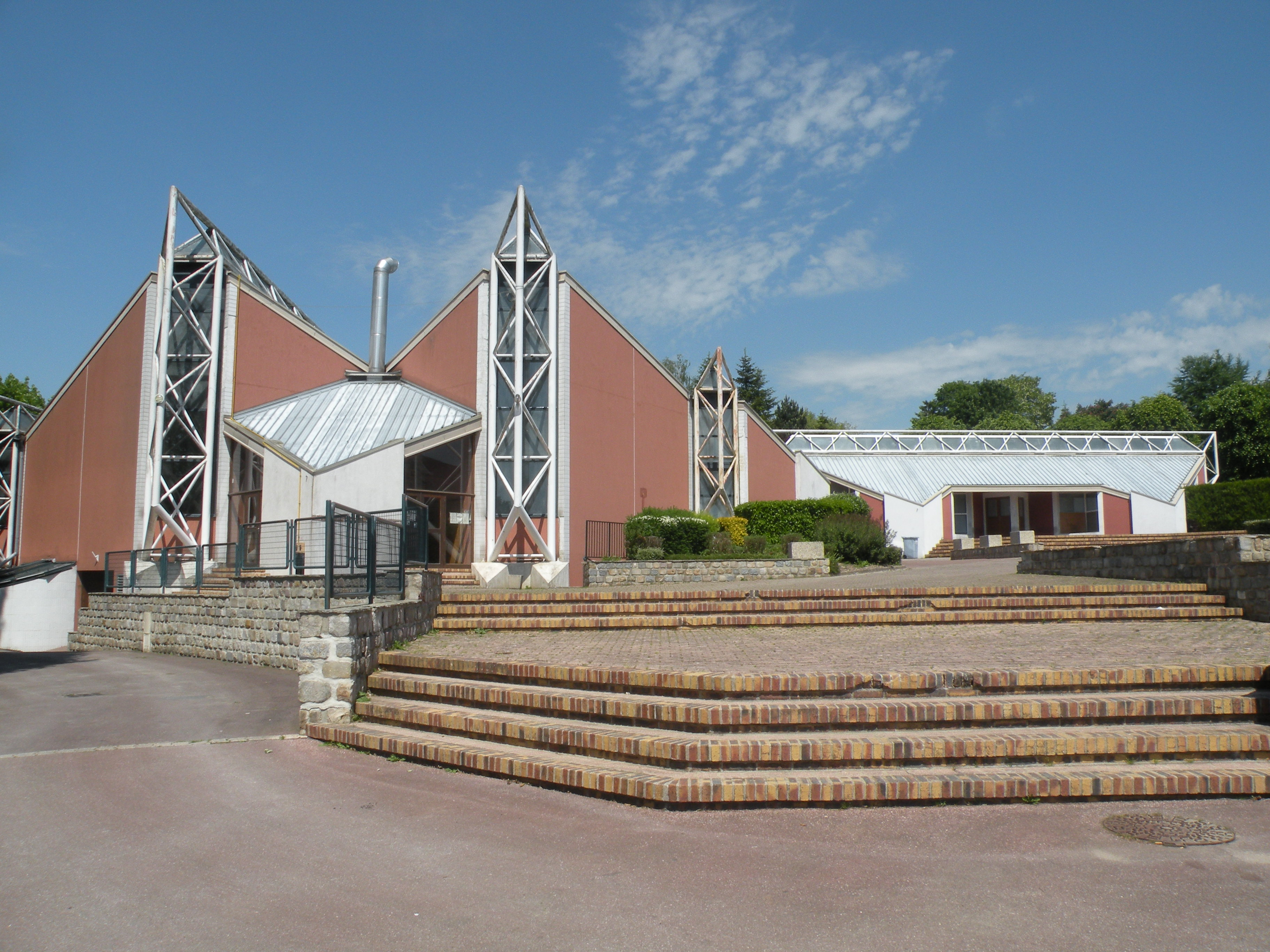
Gemeindefesthalle
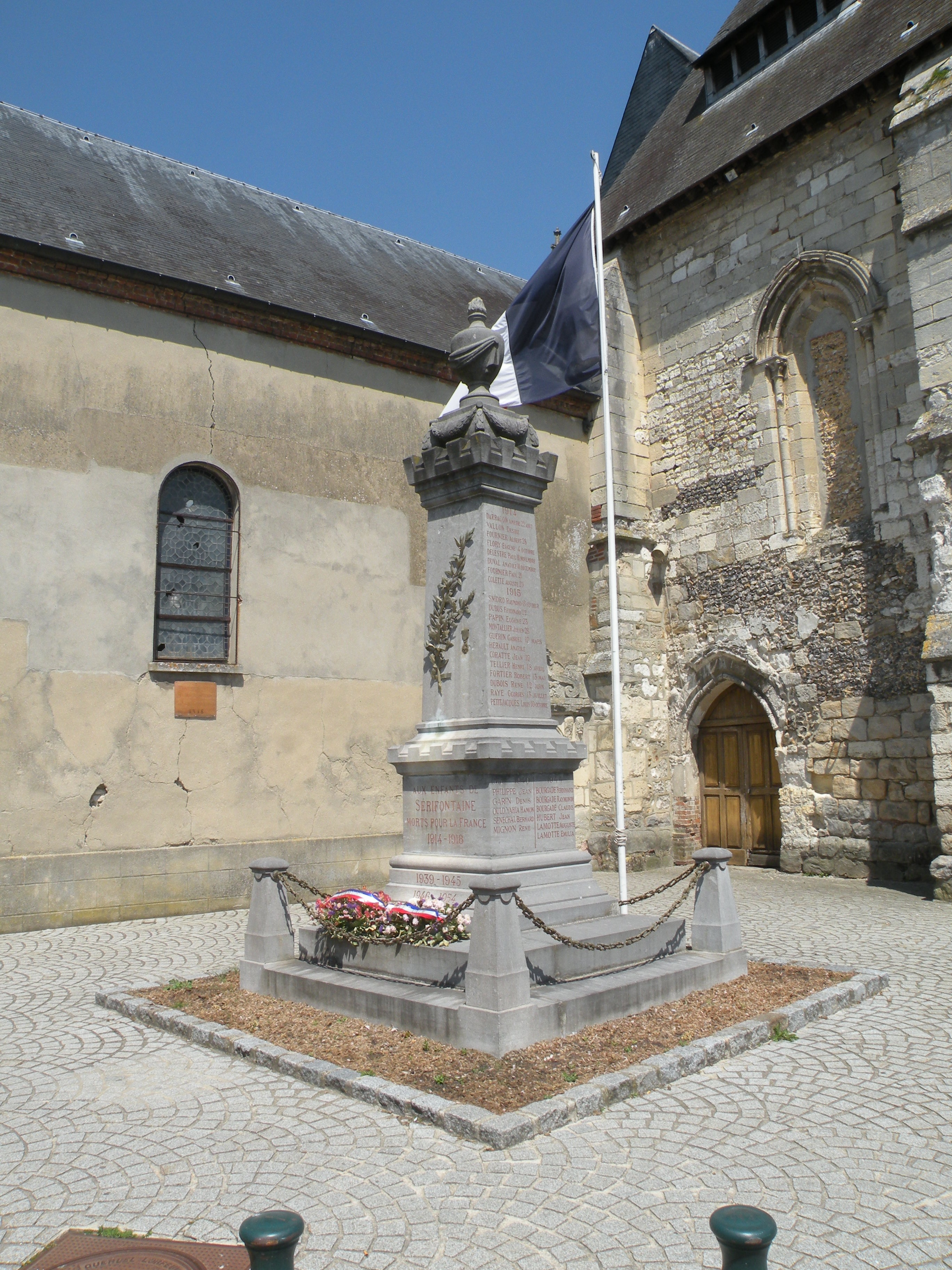
Gefallenendenkmal